# Dobrostan (album)
Dobrostan – czternasty album studyjny polskiej piosenkarki Natalii Kukulskiej. Wydawnictwo ukazało się 15 listopada 2024 nakładem wytwórni muzycznej Agora.
Album jest utrzymany w stylu muzyki pop. Składa się z wersji standardowej (1 CD).
Płyta zadebiutowała na 6. miejscu polskiej listy sprzedaży – OLiS.
Nagrania były promowane singlami: „Dobrostan”, „Jenga”, „Bez kontaktu” i „Próba”.

## Lista utworów
Opracowano na podstawie materiału źródłowego.
| Dobrostan – Wersja standardowa | Dobrostan – Wersja standardowa | Dobrostan – Wersja standardowa    | Dobrostan – Wersja standardowa    | Dobrostan – Wersja standardowa |
| Nr                             | Tytuł utworu                   | Słowa                             | Muzyka                            | Długość                        |
| ------------------------------ | ------------------------------ | --------------------------------- | --------------------------------- | ------------------------------ |
| 1.                             | „Dobrostan”                    | Natalia Kukulska                  | Natalia Kukulska, Konrad Biliński | 3:58                           |
| 2.                             | „Jednogłośna”                  | Natalia Kukulska                  | Natalia Kukulska, Konrad Biliński | 4:11                           |
| 3.                             | „Jenga”                        | Natalia Kukulska                  | Natalia Kukulska, Konrad Biliński | 4:55                           |
| 4.                             | „Bliżej”                       | Natalia Kukulska                  | Natalia Kukulska, Konrad Biliński | 3:36                           |
| 5.                             | „Pani Perfect”                 | Natalia Kukulska                  | Natalia Kukulska, Konrad Biliński | 3:54                           |
| 6.                             | „Bez kontaktu”                 | Natalia Kukulska                  | Natalia Kukulska, Konrad Biliński | 4:30                           |
| 7.                             | „Bezdomni bez siebie”          | Natalia Kukulska                  | Natalia Kukulska, Konrad Biliński | 3:49                           |
| 8.                             | „Osobno czy razem”             | Natalia Kukulska                  | Natalia Kukulska, Konrad Biliński | 3:38                           |
| 9.                             | „Pion”                         | Natalia Kukulska                  | Natalia Kukulska, Konrad Biliński | 4:06                           |
| 10.                            | „Lepiej nie pytaj”             | Natalia Kukulska                  | Natalia Kukulska, Konrad Biliński | 4:12                           |
| 11.                            | „Próba” (gościnnie: Archie)    | Natalia Kukulska, Konrad Biliński | Natalia Kukulska, Konrad Biliński | 3:05                           |
|                                |                                |                                   |                                   | 43:54                          |

## Pozycje na listach sprzedaży

### Pozycje na listach tygodniowych
| Kraj   | Lista (2024)            | Najwyższa pozycja |
| ------ | ----------------------- | ----------------- |
| Polska | OLiS – albumy           | 6                 |
| Polska | OLiS – albumy fizycznie | 4                 |